# 歩兵第64連隊
歩兵第64連隊（ほへいだい64れんたい、歩兵第六十四聯隊）は、大日本帝国陸軍の連隊のひとつ。

## 沿革
- 1905年（明治38年）

7月 - 第16師団隷下となる
8月8日 - 軍旗拝受
- 1907年（明治40年）3月29日 - 大阪府泉北郡高石村に移転[1]。
- 1908年（明治41年）10月27日 - 留守隊が熊本県飽託郡大江村の野砲兵第6連隊留守隊に移転[2]。
- 1909年（明治42年）11月1日 - 留守隊が宮崎県北諸県郡五十市村の新兵営に移転[3]。
- 1925年（大正14年）5月1日 - 宇垣軍縮により廃止される
- 1938年（昭和13年）7月 - 再編成され第23師団隷下となり、ホロンバイル地区の警備に当たる
- 1939年（昭和14年）

5月13日 - ノモンハン事件発生
5月19日 - 第一次ノモンハン事件に参加。31日まで
6月20日 - 第二次ノモンハン事件に参加。9月15日まで
8月29日 - 猛攻撃を受ける中、軍旗奉焼ののち連隊長は自決
- 1941年（昭和16年） - 再建された連隊は満州北部の守備に就く
- 1944年（昭和19年）

11月 - 師団が第14方面軍に編成替え
11月12日 - 門司港を出港
11月15日 - 輸送船「吉備丸」が潜水艦の攻撃を受け沈没、連隊長以下多数が戦死した。輸送船団は更に済州島沖、鹿児島沖でも魚雷攻撃を受ける
12月 - サンフェルナンド港に上陸
- 1945年（昭和20年）

1月9日 - バレテ峠でアメリカ軍と戦う
1月25日 - 撤退命令が下される
2月 - バギオの防衛に当たる
8月 - 終戦

## 歴代連隊長
| 第一次 |            |                        |            |
| 1      | 太田栄次郎 | 1905.7.18 - 1906.7.11  |            |
| 2      | 菊地節蔵   | 1906.7.11 - 1908.12.23 |            |
| 3      | 和田音五郎 | 1908.12.23 - 1912.4.1  |            |
| 4      | 茂木鐫八郎 | 1912.4.1 - 1917.8.6    |            |
| 5      | 赤井春海   | 1917.8.6 - 1918.8.19   |            |
| 6      | 中村定吉   | 1918.8.19 - 1920.8.10  |            |
| 7      | 菊池武夫   | 1920.8.10 - 1922.8.15  |            |
| 8      | 竹森正一   | 1922.8.15 - 1923.8.6   |            |
| 9      | 川崎亨一   | 1923.8.6 - 1925.5.1    |            |
| 第二次 |            |                        |            |
| 1      | 山県武光   | 1938.7.15 - 1939.8.29  | 自決       |
| 2      | 大西小四郎 | 1939.9.8 -             |            |
| 3      | 芳村正義   | 1940.11.14 -           |            |
| 4      | 島田恵之助 | 1942.8.1 -             |            |
| 5      | 磯貝文吉   | 1943.12.28 -           |            |
| 6      | 中井春一   | 1944.10.15 - 11.15     | 中佐、戦死 |
| 末     | 中島正清   | 1944.12.20 -           |            |